# 於福駅
於福駅（おふくえき）は、山口県美祢市於福町下字則田にある、西日本旅客鉄道（JR西日本）美祢線の駅である。
当駅と次の渋木駅の間に分水嶺が在り、両駅間（9.9km）は美祢線でもっとも駅間距離が長い。

## 歴史
- 1920年（大正9年）10月30日：美禰軽便線（当時）が重安駅から延伸した際の終着駅として開業[1]。一般駅[3]。
- 1922年（大正11年）9月2日：軽便線の呼称廃止に伴い美禰軽便線が美禰線（1963年より美祢線と表記[4]）に改称され、当駅もその所属となる[1]。
- 1924年（大正13年）3月23日：美禰線が当駅から正明市駅（現：長門市駅）まで延伸[1]。途中駅となる[1]。
- 1972年（昭和47年）3月15日：貨物の取り扱いを廃止[3]。
- 1984年（昭和59年）2月1日：荷物扱い廃止[3]。
- 1985年（昭和60年）2月1日：無人駅となる[2]。
- 1987年（昭和62年）4月1日：国鉄分割民営化により、西日本旅客鉄道へ移管[4]。
- 2010年（平成22年）7月15日：大雨による厚狭川氾濫で橋梁や路盤が流失。全線不通となり、営業休止。
- 2011年（平成23年）9月26日：全線開通により、営業再開。
- 2013年（平成25年）4月1日：駅舎を改装、地域交流ステーション開設[5]。
- 2023年（令和5年）7月1日：大雨による厚狭川増水で橋梁や路盤が流出[6]。全線不通となり、営業休止。4日より代行バスが運行開始[7][8]。

## 駅構造
相対式ホーム2面2線で、交換設備を有する地上駅。駅舎は「於福地域交流ステーション」として会議室や和室が設けられ、地域の公民館的役割を担っている。現在は無人駅（長門鉄道部管理）となっており、自動券売機等はない。下りホームに面して駅舎があり、上りホームへは跨線橋で連絡している。

### のりば
| のりば | 路線    | 方向 | 行先           |
| ------ | ------- | ---- | -------------- |
| 1      | ■美祢線 | 下り | 長門市方面     |
| 2      | ■美祢線 | 上り | 美祢・厚狭方面 |

※のりば番号は駅自動放送のみ呼称されていた。駅舎側が1番のりばである。

## 利用状況
1日の平均乗車人員は以下の通りである。
| 乗車人員推移 | 乗車人員推移 |
| 年度         | 1日平均人数  |
| ------------ | ------------ |
| 1999         | 92           |
| 2000         | 87           |
| 2001         | 79           |
| 2002         | 67           |
| 2003         | 51           |
| 2004         | 58           |
| 2005         | 49           |
| 2006         | 59           |
| 2007         | 61           |
| 2008         | 63           |
| 2009         | 67           |
| 2010         | 60           |
| 2011         | 80           |
| 2012         | 42           |
| 2013         | 48           |
| 2014         | 48           |
| 2015         | 55           |
| 2016         | 48           |
| 2017         | 38           |
| 2018         | 36           |
| 2019         | 30           |
| 2020         | 30           |
| 2021         | 27           |
| 2022         | 25           |

## 駅周辺
駅舎は元々の集落の存在した西側に設けられているが、駅東側を国道316号が通過し、近傍に道の駅が設けられていることもあって、自由通路となる跨線橋（駅構内のものとは別のもの）が設けられている。
- 美祢市立於福中学校
- 美祢市立於福小学校
- 於福郵便局
- 道の駅おふく
- 於福温泉
- 国道316号
- 厚狭川

## 隣の駅
西日本旅客鉄道（JR西日本）
■美祢線
重安駅 - 於福駅 - 渋木駅